# Mirza Mughal
Mirza Mughal (* 1828; † 1857) war der fünfte Sohn des letzten indischen Großmoguls, Bahadur Shah II. Seine Mutter war eine der führenden Persönlichkeiten im Harem des Großmoguls. Als designierter Thronfolger galt auf Wunsch des Großmoguls jedoch Mirza Jawan Bakht, der der Verbindung mit seiner Lieblingsfrau Zinat Mahal entstammte.
Mirza Mugal übernahm im Indischen Aufstand von 1857 eine führende Rolle und war damit eine der wenigen Personen des königlichen Haushalts, die den Aufstand aktiv unterstützte. Mirza Mugal hat damit möglicherweise die Hoffnung verbunden, sich die Thronfolge zu sichern. Er war maßgeblich an der Organisation des Aufstands in Delhi beteiligt und wurde nach seiner Gefangennahme vom britischen Offizier William Hodson erschossen.
| Personendaten    | Personendaten                                          |
| ---------------- | ------------------------------------------------------ |
| NAME             | Mirza Mughal                                           |
| KURZBESCHREIBUNG | Sohn des letzten indischen Großmoguls Bahadur Shah II. |
| GEBURTSDATUM     | 1828                                                   |
| STERBEDATUM      | 1857                                                   |